# Brug 823
Brug 823 is een bouwkundig kunstwerk in Amsterdam-Zuid.
Deze betonnen voetbrug geeft vanuit de Van Nijenrodeweg toegang tot het voetpad Enzerinck dat het Gijsbrecht van Aemstelpark van oost naar west doorsnijdt. De brug is rond 1961 ontworpen door architect Dirk Sterenberg, op dat moment werkend bij en voor de bruggendienst van de Dienst der Publieke Werken. Hij kreeg de eer ontwerpen te maken voor alle toe- en uitgangen van genoemd park en kon hiermee een forse bijdrage leveren in zijn eindtotaal van 173 bruggen (gegevens 2008) voor Amsterdam.
Alle bruggen in het park kregen alle hetzelfde stramien mee. Een V-vormige overspanning met daarop groen geschilderde leuningen met een witte balustrade. Sterenberg ontwierp ook de Bloementuin; het terrein met onder andere een pergola dat aansluit op de brug.
Ten zuiden van de brug ligt een horeca-etablissement, dat van 1989 tot 2019 gerund werd onder de naam Halvemaan, naar de eigenaar John Halvemaan.

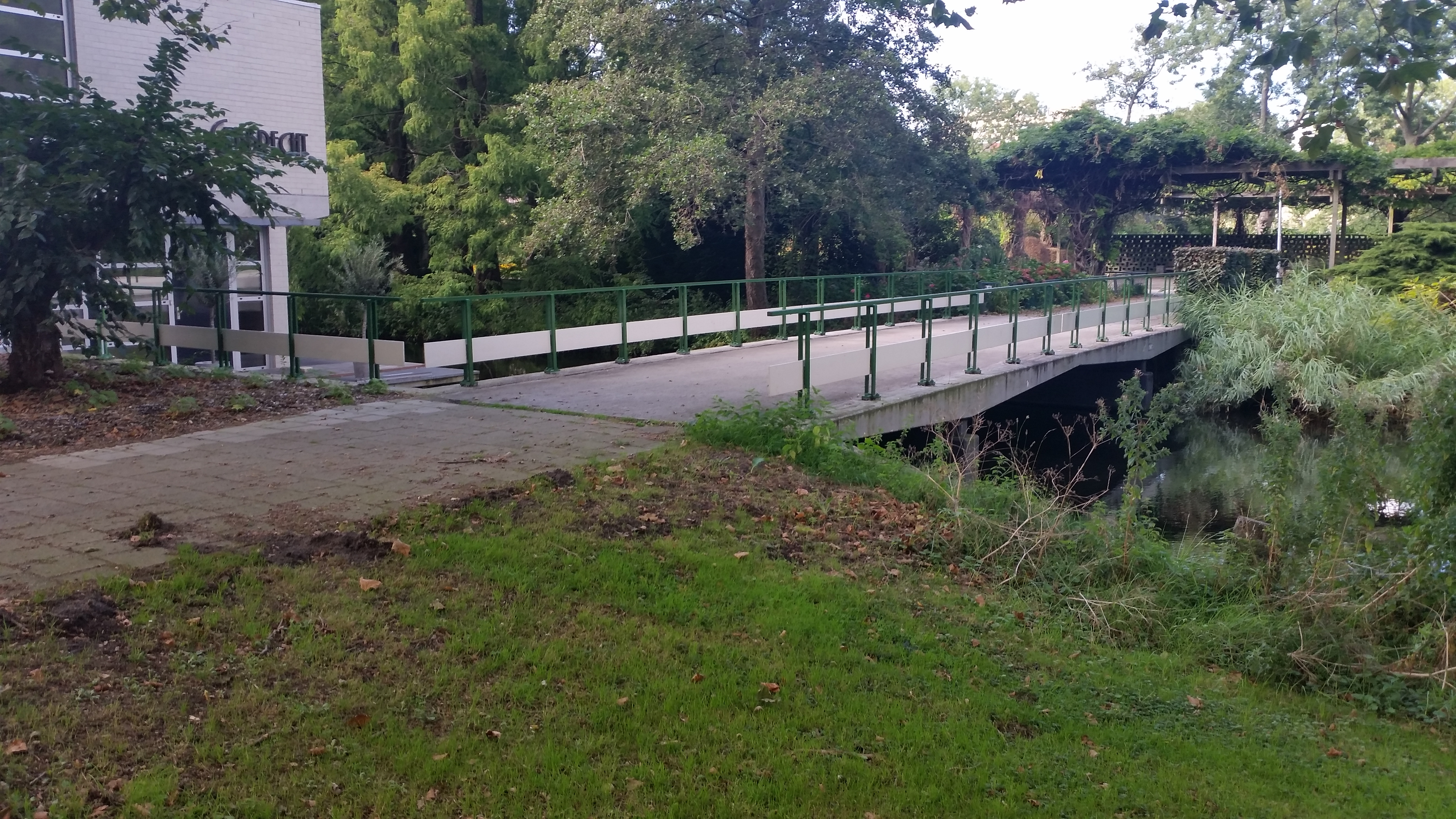
Zijaanzicht van brug 823 (september 2019)

<<< · 801 · 802 · 803 · 804 · 805 · 808 · 811 · 812 · 813 · 814 · 815 · 816 · 817 · 818 · 819 · 820 · 821 · 822 · 823 · 824 · 825 · 826 · 827 · 828 · 829 · 830 · 831 · 832 · 833 · 834 · 835 · 836 · 837 · 838 · 839 · 840 · 841 · 842 · 844 · 845 · 846 · 848 · 849 · 850 ·  854 · 856 · 857 · 858 · 859 · 860 · 863 · 864 · 865 · 866 · 867 · 868 · 869 · 870 · 871 · 872 · 873 · 875 · 876 · 877 · 889 · 890 · 891 · 892 · 893 · 895 · 896 · 897 · 898 · 899 · >>>
Brugnummers 800, 806, 807, 809, 810, 843 (gesloopt, Uilenstede, Amstelveen), 847 (Uilenstede, Amstelveen) , 851 (gesloopt, Dirk Sterenberg), 852 (gesloopt, Dirk Sterenberg), 853 (gesloopt, Dirk Sterenberg), 855, 861, 862, 874, 878, 879, 880, 881, 882, 883, 884, 885, 886, 887, 888, 894 zijn niet (meer) vergeven.